# Route nationale 47
La route nationale 47 (RN 47 o N 47) è una strada nazionale francese che parte da Lens e termina ad Illies.

## Percorso
Inizialmente aveva origine nel comune di Longwé dalla N46. Si dirigeva verso est passando per paesi come Buzancy e Stenay, dove attraversava la Mosa. Giunta a Longuyon, terminava a Montmédy, dove si immetteva nella N18: quest’ultimo troncone venne inglobato dalla nuova N43 negli anni settanta, mentre il resto della vecchia N47 fu declassato a D947.
L’attutale N47 collega invece l’autoroute A21 a nord di Lens alla N41 in un punto compreso tra i centri di La Bassée ed Illies, servendo così anche altri comuni come Wingles.